# Konferensanläggningar på Lidingö

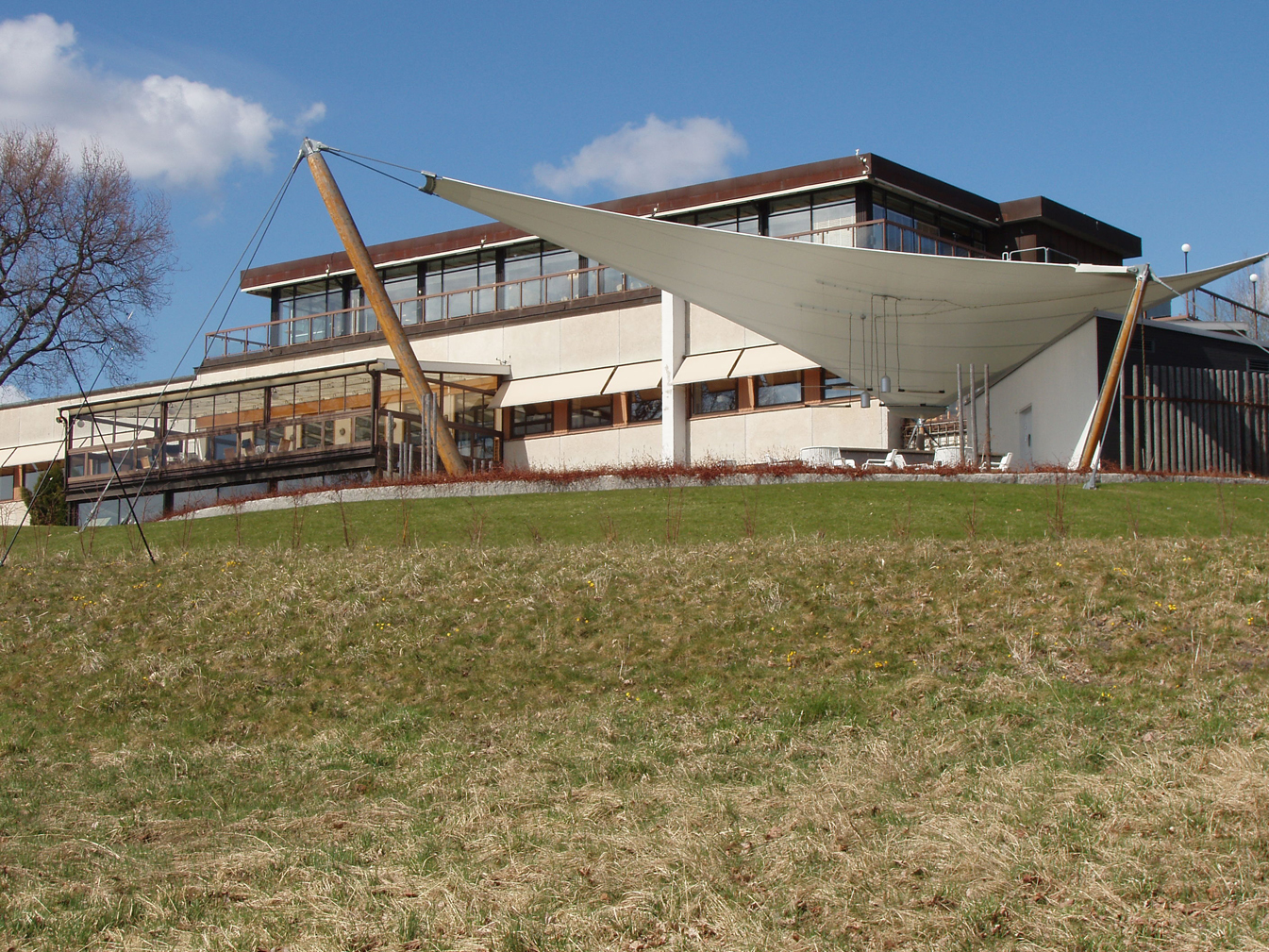
Rönneberga kurs- och konferensanläggning.

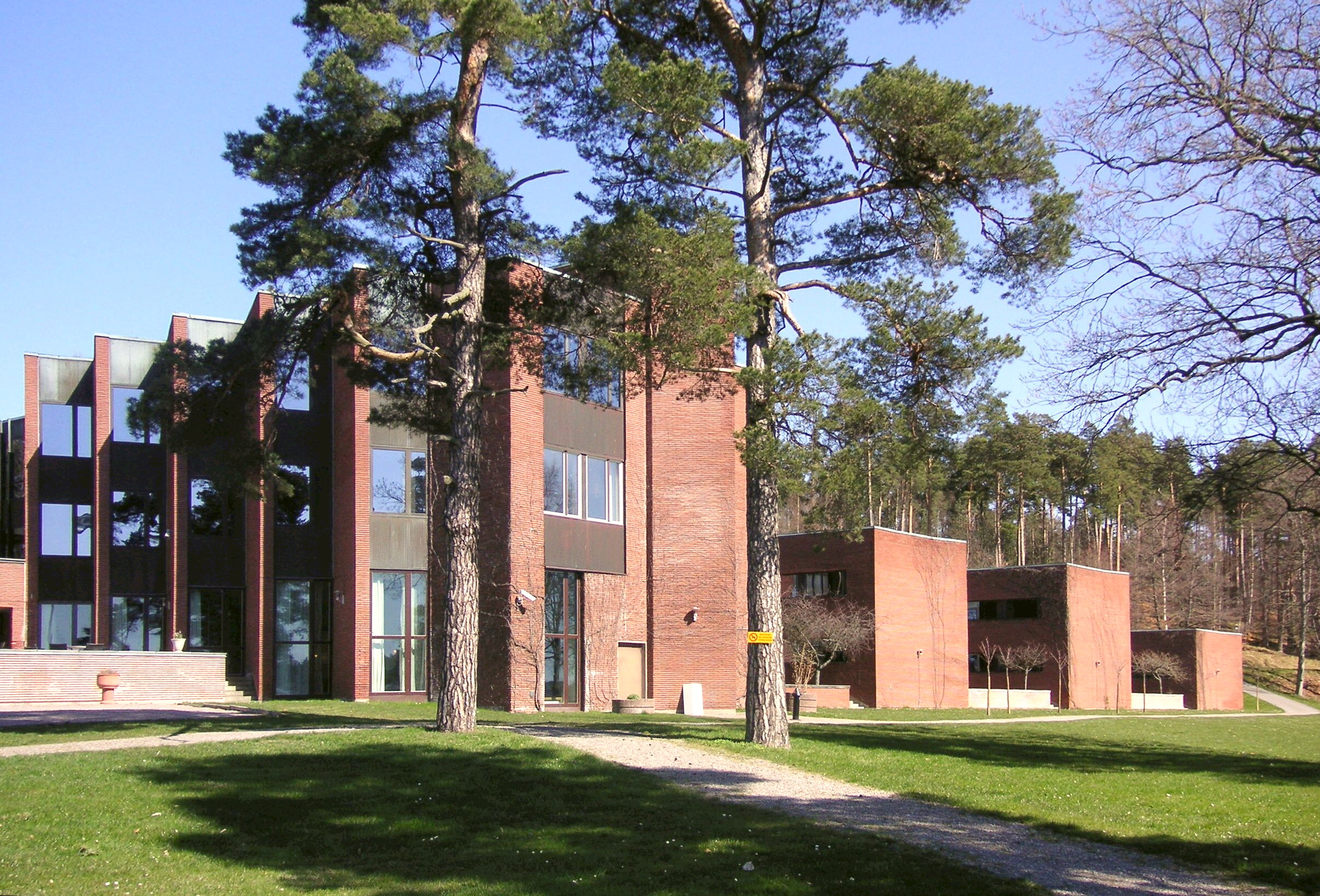
Skogshem & Wijk.

Lidingö är hemvist för många av Stockholmsområdets stora konferensanläggningar: 
- Elfviks gård Restaurang & Konferens
- Rönneberga kurs- och konferensanläggning
- Skogshem och Wijk, kurs- och konferensanläggning
- Lovik, kurs- och konferensanläggning
- Villa Söderås, restaurang och hotell med konferensmöjligheter
- Villa Brevik, Konferensanläggning och festvåning
- Södergarn, kurs- och konferensanläggning
- Högberga gård, Konferens, bröllop, weekend och vinfabrik
- Blue Hotel, konferenshotell på Elfvik, tidigare ”Nordic Education Center”, kursgård för IBM
- Lidingö Hotell & Konferens

Även Bosön, som drivs av Riksidrottsförbundet, bedriver liknande verksamhet.